# Mele Kalikimaka
Mele Kalikimaka (The Hawaiian Christmas Song) è canzone natalizia statunitense, composta nel 1949 da Robert Alex Anderson.

Il titolo di questa canzone che parla di un Natale alle isole Hawaii si riferisce all'approssimativa pronuncia hawaiiana dell'augurio Merry Christmas ("Buon Natale" in inglese).
Una delle prime esecuzioni del brano fu quella di Bing Crosby e delle Andrews Sisters, registrata nel 1950.
Tra gli interpreti del brano si ricordano inoltre: Bette Midler, Chris Isaak, KT Tunstall, i Blue Hawaiians ecc. 
La versione della cantautrice KT Tunstall è contenuta nel suo EP, Sounds of the Season: The KT Tunstall Holiday Collection.
In Italia il brano è stato reinterpretato da Mina nel 2010 per l'album Piccola strenna, e utilizzato come colonna sonora del film La banda dei Babbi Natale.
Sempre nel 2010 le Puppini Sisters hanno registrato e pubblicato il brano nell'album Christmas with The Puppini Sisters.

## Testo
La canzone descrive un Natale un po' fuori dagli schemi, al caldo, sotto il sole, con il cielo limpido e le palme delle isole Hawaii. Si sottolinea come "Mele Kalikimaka" sia il modo di augurarsi "buon Natale" in quel luogo.